# Mäetaguse (dorp)
Mäetaguse (Mäetaguse küla) is een plaats in de Estlandse gemeente Alutaguse, provincie Ida-Virumaa. De plaats heeft de status van dorp (Estisch: küla) en telt 56 inwoners (2021).
Het woord küla (dorp) wordt altijd toegevoegd om verwarring te voorkomen met Mäetaguse alevik, een grotere plaats in dezelfde gemeente. Beide plaatsen lagen tot in oktober 2017 in de gemeente Mäetaguse. In die maand werd Mäetaguse bij de fusiegemeente Alutaguse gevoegd.